# Rhyacia fasciata
Rhyacia fasciata là một loài bướm đêm trong họ Noctuidae.